# Don Wilson (músico)
Donald Lee "Don" Wilson (10 de febrero de 1933-22 de enero de 2022) fue un guitarrista estadounidense de Tacoma, Washington. Fue miembro original de The Ventures y tocaba la guitarra rítmica.

## Biografía
Su primer instrumento fue un tipple, un instrumento de diez cuerdas, y más tarde tomó clases de trombón con Tommy Dorsey. Con el tiempo, cambió el tipple por la guitarra, y en el instituto luchó hasta conseguir el campeonato estatal. Después del instituto, trabajó en un puñado de empleos antes de alistarse en el ejército, donde tocaba el trombón en la banda de música. Tras su licenciamiento, trabajó como vendedor de coches usados y obrero de la construcción mientras practicaba su guitarra.
En 1959, conoció a Bob Bogle, que casualmente estaba de visita en el concesionario de coches usados donde trabajaba entonces. Comenzaron a tocar en varias fiestas y clubes (su repertorio en ese momento incluía arreglos de Les Paul y Chet Atkins). Con la ayuda de la madre de Don, Josie, crearon su propia marca privada (ahora llamada "sello indie"), BlueHorizon. Cuando el grupo se formó se llamaba The Versatones y The Impacts, pero más tarde, por sugerencia de Josie, cambiaron su nombre a The Ventures. Desde entonces fue un miembro clave del grupo y produjo varias canciones de éxito.
Apodado "Mr. Don" por sus fans, es un showman y animador conocido por sus payasadas en el escenario y por su humor. También era un gran creador de humor en las entrevistas, contando chistes ingeniosos y haciendo que el público se sintiera a gusto.
Sus comidas japonesas favoritas son el ramen, el sukiyaki, el sushi y los menús de izakaya.
En los últimos años ha desarrollado una pasión por los ordenadores y le gusta navegar por Internet. También es un gran aficionado al izakaya.
Debido a problemas de salud causados por la edad, anunció que su visita a Japón en 2015 sería la última vez que haría una gira en el país (aunque seguiría grabando y actuando). Al comienzo de la gira por Japón de ese mismo año, se anunció que Bob Spalding, que había estado tocando el bajo, cambiaría su parte a la guitarra rítmica y que Ian Spalding, el hijo de Bob Spalding, se uniría a la banda como nuevo bajista.
Alrededor de 2013-14, él y su hijo Tim Wilson adquirieron los modelos de ARIA Ventures utilizados anteriormente por los Ventures (con la excepción de Gerry McGee) desde el año 2000, y crearon Wilson Brothers Guitars para el mercado estadounidense. Además, el propio Don los utiliza, Tim es el distribuidor, y el sello independiente "Northwest Green Records " fue lanzado alrededor de noviembre de 2015.
Falleció el 22 de enero de 2022 a la edad de 88 años. Era el último miembro vivo de los fundadores de The Ventures.

## Estilo
El toque de Don es esencialmente el de un guitarrista lateral, siempre apoyando la parte de la guitarra, nunca tocando la parte principal. Sin embargo, a menudo se le llama "el guitarrista principal que no toca la melodía" porque dirige la sección rítmica de la canción con sus ruidos de rascado de cuerdas y sus nítidos golpes de acorde. En los últimos años, ha utilizado el pedal de efecto de reverberación en su beneficio, como en "Teke Teke Teke...", la canción que creó un boom eléctrico en Japón con temas como "Pipeline" y "Diamond Head", rascando violentamente las otras cuerdas en los últimos tres a seis trastes y haciendo que la reverberación de muelle se vuelva loca. El efecto de la reverberación es dar un efecto dramático al sonido.
Las cuerdas que utiliza son ghs de calibre medio (.011-.050), que son muy gruesas. En una época utilizaba cuerdas de mayor calibre (.012 - .052). Cuando toca, utiliza una púa más fina para los golpes de acorde y una más gruesa para el "Teke Teke". En una entrevista dijo: "Mi 'teoría de la guitarra rítmica' es que la guitarra lateral debe tener su propio lugar" y "siempre he pensado en la guitarra rítmica como rock and roll".
Los amplificadores tienen una calidad de sonido muy clara. El amplificador de guitarra "Surf Reverb", desarrollado en colaboración con él por Canopus, tiene una calidad de sonido clara que hace realidad sus ideales, incluido el rendimiento y la calidad de sonido de la reverberación integrada en el amplificador. No utiliza pedales de efectos en absoluto, y sólo en contadas ocasiones utiliza una reverberación de muelles para grabar. En el escenario, canta un par de canciones además de tocar la guitarra rítmica, y algunos de los álbumes de los Ventures publicados por la compañía M&I cuentan con la voz de Don Wilson en su totalidad. También hay una canción de Ventures llamada "The Twomp", que se publicó originalmente con el nombre de Don Wilson en solitario.

## Episodios
Jeff Baxter ya profesaba su influencia desde los años 70. Una vez dijo en una entrevista que había aprendido de él el ritmo constante de los respaldos. Cuando le envié una carta de fans diciéndole: "Quiero ser un guitarrista como Don y Bob, ¿qué puedo hacer?". Así que fue a la tienda de música con su dinero de bolsillo y su trabajo a tiempo parcial para comprar una Jazzmaster de fabricación mexicana. Casi 60 años después de su debut en 1959, sigue teniendo una gran base de fans en todo el mundo, especialmente en Japón, donde es respetado por muchos como el hombre que les introdujo en las maravillas de la guitarra eléctrica, el nuevo estilo de música de banda y la alegría de crear tu propio sonido.

## Equipamiento

### Guitarras
- Modelo Mosrite Ventures - piezas individuales para cada década desde finales de 1963 hasta 1966.
- Combo Mosrite - usado desde 1967-68.
- Fender Jazzmaster - utilizada desde alrededor de 1962 hasta 1963, y desde 1973 hasta principios de la década de 2000; hubo un modelo de firma de Fender Japón en la década de 1990, pero el propio Don tenía una unidad de 1967 que comenzó a utilizar en 1973 y fue un Le encantaba.[8]
- Fender Stratocaster - la guitarra principal de la primera época (antes de que tuvieran la Jazzmaster).
- Gibson SG - utilizada de 1969 a 1973.
- Gibson Guitar Corporation.
- Modelo Aria AP Don Wilson Signature.
- Modelo Aria Ventures.
- Wilson Brothers The Ventures Signature Model

### Amplificadores
- Mosrite Award Bg-1000 - Amplificador de guitarra Mosrite.
- Roland JC-120
- Amplificador Wing Bandmaster.
- Amplificador Canopus Surf Reverb.
- Guitarras EVH 5150 III.h

- Cabezal Mesa Buggy Triple Rectifier Solo - utilizado solo en giras domésticas por Estados Unidos.
- Wing Fender Reverb '63[9]

Otros amplificadores de guitarra japoneses, como Guyatone, Teisco, Elk y Yamaha, también se han utilizado en anteriores giras a Japón.